# اروستس
اروستس (به اسپانیایی: Erustes) یک شهرستان در اسپانیا است که در استان تولدو واقع شده‌است.

## خصوصیات
اروستس ۱۰ کیلومترمربع مساحت و ۲۰۹ نفر جمعیت دارد و ۵۳۱ متر بالاتر از سطح دریا واقع شده‌است.